# معصومة المبارك
معصومة صالح المبارك (1947 -)، سياسية وأكاديمية كويتية وأستاذ علوم سياسية في جامعة الكويت. وهي أول وزيرة في تاريخ الكويت إذ أصبحت وزيرة للتخطيط ووزيرة دولة لشئون التنمية الإدارية سنة 2005. كما تعتبر أول نائب يفوز في انتخابات مجلس الأمة الكويتي 2009 وحصلت على المركز الأول في الدائرة الانتخابية الأولى.
معصومة المبارك ناشطة أيضًا في مجال حقوق المرأة وتكتب في جريدة الأنباء الكويتية.

## المسيرة المهنية
في 12 يونيو 2005 اختار صباح الأحمد وكان حينها رئيساً للوزراء في ذلك الوقت، معصومة المبارك لتكون أول امرأة تعين كوزيرة في تاريخ الحكومة الكويتية، لتصبح لاحقا وزيرة للمواصلات وذلك بالتشكيل الوزاري يوليو 2006. ثم عينت وزيرة للصحة بالتشكيل الوزاري لعام 2007.
في العام 1971 غادرت إلى الولايات المتحدة بغرض الدراسات العليا حيث نالت شهادتي ماجستير ودرجة الدكتوراه من جامعة دنفر. ومنذ 1982 وهي تدرس العلوم السياسية في جامعة الكويت.
في 25 أغسطس 2007 قدمت استقالتها من منصبها كوزيرة للصحة عقب حريق اندلع في مستشفي في الجهراء أسفر عن وفاة شخصين في المستشفى. نجحت في انتخابات مجلس الأمة عام 2009 لتحصل على المركز الأول ولتصبح إحدى اربع نساء وصلوا إلى مجلس الأمة الكويتي.

## الحياة الشخصية
ولدت عام 1947 في الكويت، وهي متزوجة وأم لأربعة أبناء.